# Glenn Shadix

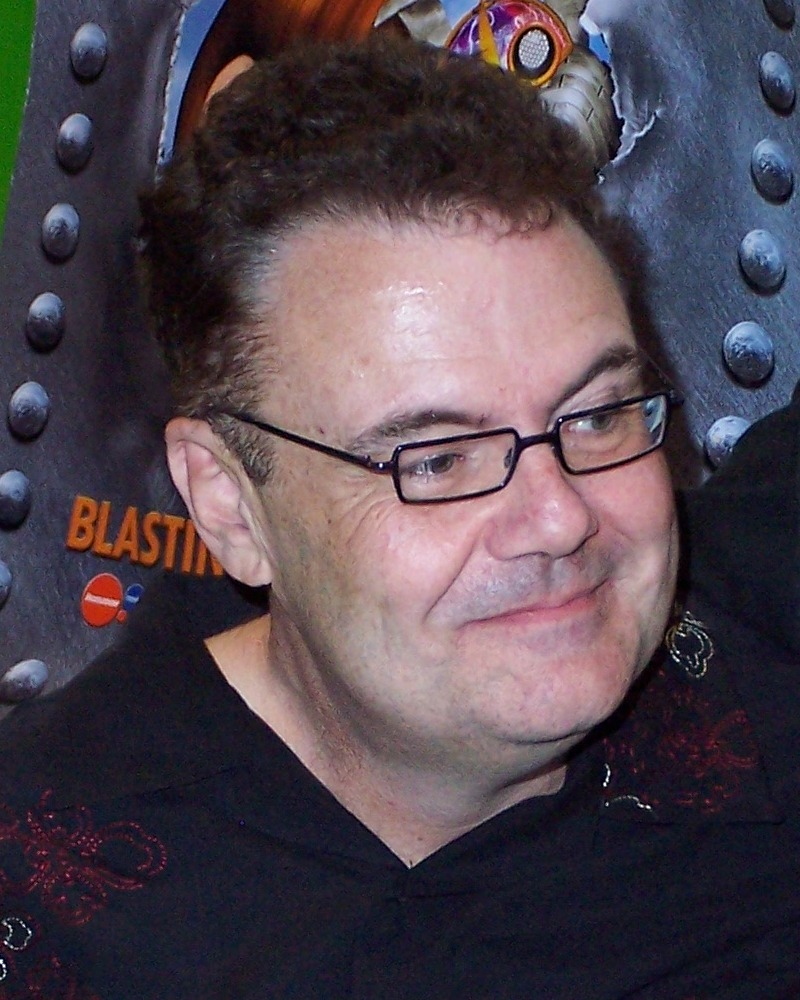
Shadix im Jahr 2004

William Glenn Shadix (* 15. April 1952 in Bessemer, Alabama; † 7. September 2010 in Birmingham, Alabama) war ein US-amerikanischer Filmschauspieler.

## Leben
Glenn Shadix begann seine Karriere in den 1970er Jahren als Theaterschauspieler. Nachdem Shadix dem Regisseur Tim Burton Mitte der 1980er in einem Bühnenstück aufgefallen war, in dem er in einer „Rock-Rolle“ die Schriftstellerin Gertrude Stein verkörperte, engagierte ihn dieser als Darsteller für die Gruselkomödie Beetlejuice, in der Shadix den exzentrischen, stets schwarz gekleideten Immobilienmakler Otho verkörperte. Dieser Film verschaffte Shadix den Durchbruch als Schauspieler.
Shadix wurde häufig aufgrund seiner beeindruckenden Bariton-Stimme, seiner Korpulenz und seiner Fähigkeit, auf überzeugende Weise zu chargieren, gecastet. Zu seinen Filmen zählen unter anderem Heathers, Dunston – Allein im Hotel und Demolition Man. Hinzu kommen zahlreiche Rollen als Synchronsprecher für Zeichentrickproduktionen wie die Serie Teen Titans.
Mit Tim Burton arbeitete er im Laufe seiner Karriere noch mehrmals zusammen, so als Synchronsprecher für den Stop-Motion-Spielfilm The Nightmare before Christmas (1993) und für die Web-Serie Stainboy (2000). Auch an der Computerspiel-Fortsetzung The Nightmare before Christmas: Oogie's Revenge (2004) war er beteiligt. Im TV-Special In the Director's Chair: The Man Who Invented Edward Scissorhands (1990) verkörperte Shadix in einer fingierten biographischen Rückschau auf Burtons Kindheit einen bedrohlichen Clown. In Planet der Affen (2001) spielte er einen dekadenten Orang-Utan-Senator.
Shadix lebte offen homosexuell. Nach einer schweren Erkrankung musste Shadix im April 2000 ein Magenbypass gelegt werden, was zu einem Gewichtsverlust von über 50 Kilogramm führte. Am Morgen des 7. September 2010 stürzte der mittlerweile auf einen Rollstuhl angewiesene Glenn Shadix schwer und starb infolge der Kopfverletzungen, die er sich dabei zugezogen hatte.

## Filmografie (Auswahl)
- 1987: Die Herzensbrecher von der letzten Bank (Student Exchange)
- 1988: Beetlejuice
- 1988: Heathers
- 1990: Applejuice (Meet the Applegates)
- 1991: Bingo – Kuck mal, wer da bellt!
- 1992: Stephen Kings Schlafwandler (Sleepwalkers)
- 1993: Demolition Man
- 1993: Der Prinz von Bel-Air (Fernsehserie, Staffel 4, Folge 7)
- 1993: The Nightmare Before Christmas
- 1994: Perfect Love Affair (Love Affair)
- 1996: Dunston – Allein im Hotel (Dunston Checks In)
- 1997: Männer sind zum Küssen da (Men)
- 2000: Sabrina – Total verhext! (Staffel 3, Folge 17 – als Caligula[5])
- 2001: Planet der Affen (Planet of the Apes)